# Sahu Mewalal

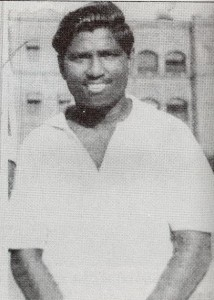
Sahu Mewalal

Sahu Mewalal (Daulatapur, 1 juli 1926 - Kolkata, 26 december 2008) was een Indiase voetbal-international. Hij werd beschouwd als een van India's beste voetballers aller tijden. De aanvaller scoorde tijdens de finale van de Aziatische Spelen van 1951 tegen Iran de enige goal van de wedstrijd: de overwinning bracht India zijn eerste gouden medaille in het internationale voetbal. Mewalal speelde ook in het Indiase elftal op de Olympische Spelen van 1948 (Londen) en 1952 (Helsinki). Mewalal voetbalde in verschillende clubs, waaronder Mohun Began, East Bengal, Aryans Club en BNR. Aan zijn actieve voetballoopbaan, begonnen in 1938, kwam in 1958 een einde nadat hij tijdens een toernooi zijn knie had gebroken.